# Emma Finucane
Emma Marion Finucane MBE [ˈemma fiˈnukən] (* 22. Dezember 2002 in Carmarthen) ist eine britische Bahnradsportlerin aus Wales, die sich auf die Kurzzeitdisziplinen spezialisiert hat.

## Sportlicher Werdegang
2011 bestritt Emma Finucane erste Rennen in der Kategorie U10. Mehrfach gewann sie Rennen in der sogenannten „Mini League“ sowie in späteren Jahren walisische Meisterschaften in verschiedenen Altersklassen. Eins ihrer Vorbilder war ihre Landsfrau, die ebenfalls für Großbritannien startende Fahrerin Rebecca James. 2018 errang sie mehrere nationale Titel als Juniorin. In der Folge wurde sie als „rising star“ („aufsteigender Stern“) gefeiert.
2019 wurde Finucane in Gent Junioren-Europameisterin im 500-Meter-Zeitfahren; im Sprint und im Teamsprint (mit Charlotte Robinson) gewann sie die Silbermedaille. Anschließend startete sie bei den Junioren-Weltmeisterschaften in Frankfurt (Oder) und gewann jeweils Bronze im 500-Meter-Zeitfahren und im Sprint. 2021 wurde sie gemeinsam mit Lauren Bell und Blaine Ridge-Davis U23-Vize-Europameisterin im Teamsprint. Im Jahr darauf holte sie in dieser Disziplin mit Rhian Edmunds und Lowri Thomas den nationalen Titel. Bei den Commonwealth Games 2020 gewann sie jeweils Bronze im Sprint und im Teamsprint (mit Edmunds und Thomas) sowie ebenfalls im Teamsprint bei den Weltmeisterschaften, mit Lauren Bell und Sophie Capewell. Bei den Bahnradsport-Europameisterschaften 2023 errang sie mit Bell, Katy Marchant und Sophie Capewell Silber im Teamsprint sowie im Keirin.
Bei den Olympischen Spielen 2024 in Paris gewann Finucane die Goldmedaille im Teamsprint sowie je eine Bronzemedaille im Sprint und im Keirin.

## Privates
Seit Januar 2024 ist Finucane mit dem australischen Radsprinter Matthew Richardson liiert. Richardson, der in Großbritannien geboren wurde, erklärte nach den Olympischen Spielen 2024 in Paris, zum britischen Radsportverband zu wechseln.

## Erfolge
2019
- Junioren-Weltmeisterschaft – 500-Meter-Zeitfahren, Sprint
- Junioren-Europameisterin – 500-Meter-Zeitfahren
- Junioren-Europameisterschaft – Sprint, Teamsprint (mit Charlotte Robinson)

2021
- U23-Europameisterschaft – Teamsprint (mit Lauren Bell  und Blaine Ridge-Davis)

2022
- Britische Meisterin – Teamsprint (mit Rhian Edmunds und Lowri Thomas)
- Commonwealth Games – Sprint, Teamsprint (mit Rhian Edmunds und Lowri Thomas)
- Weltmeisterschaft – Teamsprint (mit Lauren Bell  und Sophie Capewell)

2023
- Europameisterschaft – Keirin, Teamsprint (mit Lauren Bell, Katy Marchant und Sophie Capewell)
- Nations Cup in Kairo – Sprint
- Weltmeisterin – Sprint
- Weltmeisterschaft – Teamsprint (mit Lauren Bell und Sophie Capewell)
- U23-Europameisterschaft – Sprint
- Britische Meisterin – Sprint, Keirin, 500-Meter-Zeitfahren, Teamsprint (mit Millicent Tanner und Katy Marchant)

2024
- Europameisterin – Sprint
- Europameisterschaft – Keirin, Teamsprint (mit Sophie Capewell, Katy Marchant und Lowri Thomas)
- Nations Cup in Adelaide – Teamsprint (mit Sophie Capewell, Katy Marchant und Lauren Bell)
- Britische Meisterin – Teamsprint (mit Georgette Rand, Millicent Tanner und Sophie Capewell)
- Nations Cup in Hongkong – Sprint, Keirin, Teamsprint (mit Sophie Capewell und Katy Marchant)
- Olympiasiegerin – Teamsprint (mit Katy Marchant und Sophie Capewell)
- Olympische Spiele – Sprint
- Olympische Spiele – Keirin
- Weltmeisterin – Sprint, Teamsprint (mit Katy Marchant und Sophie Capewell)
- Track Champions League – drei Einzelsiege